# Литовське національне радіо і телебачення
Литовське національне радіо і телебачення (скор. ЛРТ; лит. Lietuvos nacionalinis radijas ir televizija, LRT) — литовський публічний мовник.

## Історія

### «Державний радіофон (1929-1940)
12 червня 1926 року почала регулярне мовлення радіостанція в Каунасі. У 1929 році утворена радіокомпанія «Державний радіофон (лит. Valstybės radiofonas).

### Радіокомітет Литовської РСР (1940-1957)
26 жовтня 1940 року Державний радіофон перетворений в Комітет радіофікації та радіомовлення при Раді народних комісарів Литовської РСР (Радіокомітет Литовської РСР) і включений до складу Всесоюзного комітету з радіофікації і радіомовлення СРСР, радіоканал був перейменований в Литовське радіо (Lietuvos radijas). У червні 1941 року на короткий час (близько 2 тижнів) відновлений Державний радіофон, потім на його основі створено дві установи — «Landessender Kauen» і «Landessender Wilna» у складі «Reichsrundfunk GmbH». В липні 1944 року відновлений Комітет радіофікації та радіомовлення при РНК Литовської РСР. В червні 1953 року він переведений у підпорядкування Міністерства культури і став Головним управлінням радіоінформації Міністерства культури Литовської РСР.

### Радіоуправління Литовської РСР (1953-1957)
У 1953 році Радіокомітет Литовської РСР був реорганізований у Головній управління радіоінформації Міністерства культури Литовської РСР (Радіоуправління Литовської РСР). У 1956 році він запустив Другу програму Литовського радіо (Lietuvos radijo antroji programa), Литовське радіо було перейменовано у Першу програму Литовського радіо (Lietuvos radijo pirmoji programa). У лютому 1957 року утворена Вільнюська телевізійна студія, 30 квітня того ж року Радіоуправління Литовської РСР запустило — «Литовське телебачення» (LTV).

### Держтелерадіо Литовської РСР (1957-1990)
У червні 1957 року Головне управління по радіомовленню і Вільнюська телевізійна студія об'єднані в Комітет по радіомовленню і телебаченню при Раді міністрів Литовської РСР (з 1970 року — Державний комітет по телебаченню і радіомовленню Литовської РСР, Держтелерадіо Литовської РСР).

### Литовське радіо і телебачення (1990-1996)
У березні 1990 року Комітет виведений зі складу Держтелерадіо СРСР і на його основі створено телерадіокомпанія «Литовське радіо і телебачення» (Lietuvos radijas ir televizija, LRT, ЛРТ), Перша програма Литовського радіо була перейменована в LR 1, Друга програма Литовського радіо в LR 2. C 1 січня 1993 року ЛРТ є членом Європейського мовного союзу. У тому ж році втратила монополію на телебачення (до цього ділила її тільки з Держтелерадіо СРСР) — були запущені перші приватні телеканали TV3 і BTV. У 1995 році LRT запустило радіоканал LR 3.

### Литовське національне радіо і телебачення (з 1996)
Литовське національне радіо і телебачення засновано Законом про Литовському національному радіо і телебаченні від 8 жовтня 1996 року як наступник Литовського радіо і телебачення, в тому ж році LR 3 був закритий. Незважаючи на зміну назви, скорочення «ЛРТ» залишено. У 1998 році LTV був перейменований в LRT. 16 лютого 2003 року LRT запустив телеканал LTV 2, LR 1 було перейменовано в LRT Radijas, LR 2 — LRT Klasika. 1 вересня 2006 року LRT запустила радіоканал LRT Opus, 23 вересня 2007 року — міжнародний супутниковий телеканал LTV World, В 2008 році — HD-канал LRT HD. У 2012 році LTV 2 був перейменований в LRT Kultūra, LRT World в LRT Lituanica.

## Керівництво і фінансування
ЛРТ має статус публічного установи, що належить державі на праві власності.

### Керівники
- Антанас Суткус (1929-1934)
- Юозас Белюнас (1934-1938)
- Эдвардас Забараускас (1938-1940)
- Юонас Банайтис (1940-1941)
- Петрас Бабицкас (1941)
- Юозас Балтушіс (1945-1946)
- Світу Бордонайте (1946-1951)
- Фридис Крастинис (1951-1953)
- Йонас Януитис (1953-1989)
- Домиенас Шнюкас (1989-1990)
- Скирмантас Валюлис (1990-1992)
- Лаймонас Тапинас (1992-1995)
- Юозас Невераускас (1995-1996)
- Вітаутас Квіткаускас (1996-1997)
- Далія Кутрайте (1997)
- Арвідас Ильгинис (1997-1999)
- Альгірдас Тракимавичюс (1999-2000)
- Ваидотас Жукас (2000-2001)
- Jurata Софія Лаучюте (2001)
- Валентинас Милакнис (2001-2003)
- Кенстутис Петраускис (2003-2008)
- Аудрюс Сярусевичюс (2008–н.ст.)

### Фінанси
Близько 75% бюджету ЛРТ складає фінансування з держбюджету, решту коштів компанія отримує від продажу рекламного часу та інших комерційних послуг.

## Телеканали і радіостанції

### Загальнонаціональні телеканали загальної тематики
- LRT televizija — загальний

Доступний у всіх районах Литви через ефірне цифрове (DVB-T) на ДМВ, раніше - аналогове (PAL на ДМВ, ще раніше - SECAM) на МВ), кабельне, супутникове телебачення і IPTV на першому каналі.

### Тематичні загальнонаціональні телеканали
- LRT Kultūra — культурно-освітній
- LRT HD

Доступні у всіх районах Литви через ефірне цифрове (DVB-T) на ДМВ), кабельне, супутникове та IPTV.

### Міжнародні канали
- LRT Lituanica — міжнародний ефір

Доступний у всьому світі через супутникове телебачення.

### Загальнонаціональні радіостанції загальної тематики
- LRT Radijas — загальна
- LRT Klasika — класичної музики
- LRT Opus — молодіжна

Доступні у всіх районах Литви через ефірне радіомовлення (цифрове (DAB) на МХ і аналогове на УКХ (УКХ CCIR, раніше - УКХ OIRT), раніше на СХ), а також Інтернет, раніше через дротове радіомовлення.